# Andrzej Richling
Andrzej Richling (ur. 29 stycznia 1937 w Warszawie) – polski geograf, profesor geografii fizycznej.

## Życiorys
W 1959 ukończył studia na Wydziale Biologii i Nauk o Ziemi Uniwersytetu Warszawskiego. Od 1960 pracował w Zakładzie Geografii Fizycznej (następnie kolejno: Zakład Geografii Fizycznej Ogólnej i Regionalnej, Zakład Kompleksowej Geografii Fizycznej, Zakład Geoekologii) na stanowiskach asystenta, adiunkta, docenta, profesora nadzwyczajnego i profesora zwyczajnego, w 1977 został kierownikiem tego zakładu. W 1969 otrzymał stopień doktora na podstawie rozprawy Struktura krajobrazowa Krainy Wielkich Jezior Mazurskich, a w 1975 po przedstawieniu rozprawy Analiza struktury środowiska geograficznego i nowa metoda regionalizacji fizycznogeograficznej uzyskał habilitację. 11 czerwca 1986 otrzymał tytuł profesora nauk geograficznych.
Trzykrotnie, w latach 1984–1990, 1993–1999 oraz 2002–2008, był dziekanem Wydziału Geografii i Studiów Regionalnych UW. Wykładał także w Państwowej Szkole Wyższej im. Papieża Jana Pawła II w Białej Podlaskiej oraz Wyższej Szkole Humanistycznej im. Aleksandra Gieysztora w Pułtusku. 
Jest specjalistą z zakresu badań fizycznogeograficznych, metodologii geografii fizycznej, w tym wyróżniania jednostek typologicznych. Przy wyodrębnianiu jednostek fizycznogeograficznych badał metodami statystycznymi powiązania komponentów, przedstawił też własną propozycję łączenia jednostek w regiony – metodę zbieżności granic. W swojej pracy zajmował się ponadto całościowym ujmowaniem środowiska przyrodniczego i jego oceny z punktu widzenia potrzeb gospodarczych i społecznych, a także zagadnieniami terminologii fizycznogeograficznej, a od lat 80. – ekologią krajobrazu (geoekologią). Autor map regionów fizycznogeograficznych i typów krajobrazu. 
Odbył wiele naukowych wyjazdów zagranicznych do krajów Europy, Azji i Ameryki, przebywał na stażu w Montrealu (1982), prowadził wykłady w Besançon (1993). Uczestniczył w licznych międzynarodowych i krajowych konferencjach naukowych i kongresach geograficznych.
Jest członkiem założycielem Międzynarodowej Asocjacji Ekologii Krajobrazu (International Association for Landcsape Ecology, IALE), kierował jej grupą roboczą „Analizy systemu krajobrazowego jako podstawa kształtowania środowiska”. Był członkiem grupy roboczej Międzynarodowej Unii Geograficznej „Syntezy krajobrazowe”. Działacz i przewodniczący Polskiej Asocjacji Ekologii Krajobrazu. Członek Polskiego Towarzystwa Geograficznego (w 1987–1996 członek Zarządu Głównego), Komitetu Nauk Geograficznych Polskiej Akademii Nauk, członek-korespondent Towarzystwa Naukowego Warszawskiego. W latach 90. był przewodniczącym rady nadzorczej spółki akcyjnej wydającej miesięcznik PTG „Poznaj Świat”. Jest redaktorem naczelnym czasopisma „Problemy Ekologii Krajobrazu”.
Autor i współautor licznych artykułów naukowych, kilku monografii i podręczników uniwersyteckich, m.in. nagrodzonych przez Ministra Edukacji Narodowej podręczników Kompleksowa geografia fizyczna (PWN 1992) i (wspólnie z Jerzym Solonem) Ekologia krajobrazu (PWN 1994) oraz (wspólnie z Katarzyną Ostaszewską) podręcznika Geografia fizyczna Polski (PWN 2009). Jeden z redaktorów monografii Historia geografii Polskiej.